# Eberhard Stilz

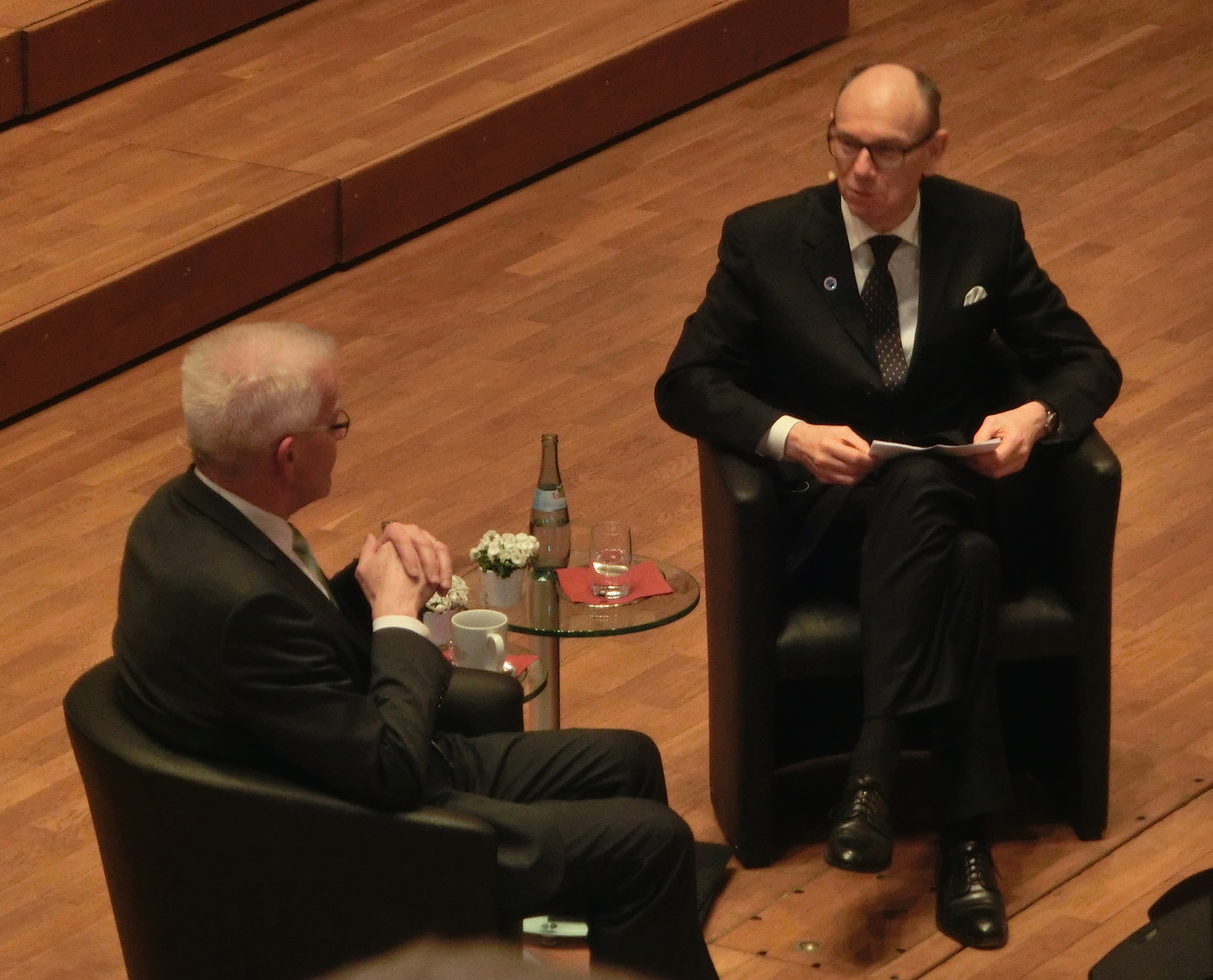
Eberhard Stilz (rechts) im Gespräch mit dem baden-württembergischen Ministerpräsidenten Winfried Kretschmann im Rahmen von dessen Weltethos-Rede an der Eberhard Karls Universität Tübingen, Februar 2017

Eberhard Stilz (* 30. Mai 1949 in Kleinbottwar) ist ein deutscher Ministerialbeamter und Richter. Von 2002 bis 2018 war er Präsident des Staatsgerichtshofs für das Land Baden-Württemberg, der im Dezember 2015 in Verfassungsgerichtshof für das Land Baden-Württemberg umbenannt wurde.

## Leben
Eberhard Stilz wurde als Sohn eines Hilfsarbeiters geboren und wuchs in einfachen Verhältnissen auf. Nach dem Abitur am Mörike-Gymnasium in Ludwigsburg studierte er von 1968 bis 1973 Rechtswissenschaften und Philosophie an der Eberhard Karls Universität Tübingen. Im Anschluss absolvierte er bis Ende 1975 das Rechtsreferendariat am Oberlandesgericht Stuttgart. Am 2. Januar 1976 trat er in den höheren Justizdienst des Landes Baden-Württemberg ein und nahm eine Tätigkeit als Richter beim Landgericht Tübingen auf. Noch im selben Jahr wechselte er in den Dienst des Justizministeriums Baden-Württemberg, wo er zunächst in der Abteilung Justizvollzug und dann bis 1990 in der Abteilung Personal, Organisation, Haushalt arbeitete. 1980 wurde er zum Regierungsdirektor befördert, 1988 erfolgte die Ernennung zum Ministerialrat.
Nach der politischen Wende in der DDR wurde Stilz am 1. August 1990 mit der Leitung des Koordinierungsausschusses für den Aufbau der Justiz in Sachsen betraut und wirkte bei der Neugründung des Bundeslandes als stellvertretender Landesstrukturbeauftragter Justiz und als Leiter des Arbeitsstabes Justizverwaltung mit. Nach der Wiedervereinigung wurde er am 8. November 1990 als Staatssekretär ins Staatsministerium der Justiz des Freistaates Sachsen berufen. Diese Position bekleidete er bis Sommer 1992 unter Justizminister Steffen Heitmann.
Stilz kehrte im Anschluss nach Baden-Württemberg zurück und war von 1992 bis 1994 als Vorsitzender Richter am Oberlandesgericht Stuttgart tätig. Von 1994 bis 1996 übernahm er als Ministerialdirigent die Leitung der für Haushalt, Verwaltung, Personal, Recht und Medien zuständigen Abteilung I im Staatsministerium Baden-Württemberg. Von Oktober 1996 bis zum Jahresende 2012 fungierte er als Präsident des Stuttgarter Oberlandesgerichts. Darüber hinaus leitete er dort den 20. Zivilsenat.
Stilz wurde im Jahre 2000 zum Mitglied des Staatsgerichtshofs für das Land Baden-Württemberg gewählt, 2002 erfolgte seine Wahl zu dessen Präsidenten. 2009 wurde er wiedergewählt. Die Präsidentschaft und seine Tätigkeit für das Gericht insgesamt endeten im Juli 2018.
Des Weiteren ist Stilz Gesellschafter und Kurator der Robert-Bosch-Stiftung GmbH, Mitglied der Wüstenrot Stiftung e. V. und Vorstand der Juristischen Gesellschaft Tübingen e. V. Von März 2013 bis Oktober 2022 war er Präsident der Stiftung Weltethos, ihm folgte in dieser Funktion Bernd Engler nach.
Stilz ist Mitglied der CDU.
Er ist verheiratet und hat drei Kinder.